# Атановський Леонід Миколайович
Леонід Миколайович Атановський (18 квітня 1938, місто Вінниця — 15 жовтня 2010, місто Кишинів, тепер Молдова) — радянський партійний і господарський діяч, 1-й секретар Криулянського райкому КП Молдавії, голова «Молдсільгоспхімії». Член Ревізійної комісії КП Молдавії в 1971—1976 роках. Член ЦК КП Молдавії в 1976—1981 роках. Депутат Верховної ради Молдавської РСР 8-го і 10—11-го скликань. Депутат Верховної ради СРСР 9-го скликання.

## Життєпис
Трудову діяльність розпочав у 1955 році колгоспником.
У 1961 році закінчив із відзнакою Кишинівський сільськогосподарський інститут імені Фрунзе.
У 1961—1964 роках — агроном, головний агроном колгоспу «Молода гвардія» Дубосарського району Молдавської РСР. Член КПРС з 1964 року.
У 1964—1969 роках — голова колгоспу «Дністровський» Дубосарського району Молдавської РСР. Член КПРС з 1964 року.
У 1969—1970 роках — начальник Криулянського районного виробничого управління сільського господарства, заступник голови — начальник управління сільського господарства виконавчого комітету Криулянської районної ради депутатів трудящих Молдавської РСР.
У 1970—1980 роках — 1-й секретар Криулянського районного комітету КП Молдавії.
У 1980—1981 роках — 1-й заступник голови, в 1981—1992 роках — голова державно-кооперативного виробничо-наукового об'єднання із агрохімічного обслуговування сільського господарства Молдавської РСР («Молдсільгоспхімія»).
У 1992—1998 роках — голова акціонерного об'єднання «Фертилетатя» Республіки Молдови.
З 1998 року — на пенсії.
Помер 15 жовтня 2010 року в місті Кишиневі.

## Нагороди
- два ордени Леніна
- орден Трудового Червоного Прапора
- медалі